# اونیرینا
اونیرینا (به لاتین: Unijerina) یک منطقهٔ مسکونی در مونته‌نگرو است که در شهرداری کوتور واقع شده‌است. اونیرینا ۹ نفر جمعیت دارد.